# Državna cesta D400
D400 je državna cesta u Hrvatskoj. Ukupna duljina iznosi 1,6 km.